# Palladobismutoarsenid
Palladobismutoarsenid ist ein sehr selten vorkommendes Mineral aus der Mineralklasse der Sulfide und Sulfosalze. Es kristallisiert im orthorhombischen Kristallsystem mit der chemischen Zusammensetzung Pd2(As,Bi) und bildet irregulär geformte Körner bis zu 165 μm Größe von cremig-weißer Farbe.

## Etymologie und Geschichte
Das Mineral wurde 1976 von L.J. Cabri, T.T. Chen, J.W. Stewart und J.H.G. Laflamme in seiner Typlokalität, dem Stillwater-Komplex im US-Bundesstaat Montana entdeckt. Es ist nach den enthaltenen Elementen Palladium, Bismut und Arsen benannt. 

## Klassifikation
In der veralteten 8. Auflage der Mineralsystematik nach Strunz war der Palladobismutoarsenid noch nicht aufgeführt.
In der zuletzt 2018 überarbeiteten Lapis-Systematik nach Stefan Weiß, die formal auf der alten Systematik von Karl Hugo Strunz in der 8. Auflage basiert, erhielt das Mineral die System- und Mineralnummer II/A.05-100. Dies entspricht der Klasse der „Sulfide und Sulfosalze“ und dort der Abteilung „Legierungen und legierungsartige Verbindungen“, wo Palladobismutoarsenid zusammen mit Arsenopalladinit, Atheneit, Genkinit, Isomertieit, Majakit, Menshikovit, Mertieit, Miessiit, Naldrettit, Palladoarsenid, Palladodymit, Polkanovit, Pseudomertieit, Rhodarsenid, Stibiopalladinit, Stillwaterit, Törnroosit, Ungavait, Vincentit und Zaccariniit eine unbenannte Gruppe mit der Systemnummer II/A.05 bildet.
Die von der International Mineralogical Association (IMA) zuletzt 2009 aktualisierte 9. Auflage der Strunz’schen Mineralsystematik ordnet den Palladobismutoarsenid in die Klasse der „Sulfide und Sulfosalze (Sulfide, Selenide, Telluride, Arsenide, Antimonide, Bismutide, Sulfarsenide, Sulfantimonide, Sulfbismutide)“ und dort in die Abteilung „Legierungen und legierungsartige Verbindungen“ ein. Hier ist das Mineral in der Unterabteilung „Legierungen von Halbmetallen mit Platin-Gruppen-Elementen (PGE)“ zu finden, wo es als einziges Mitglied eine unbenannte Gruppe mit der Systemnummer 2.AC.25f bildet.
In der vorwiegend im englischen Sprachraum gebräuchlichen Systematik der Minerale nach Dana hat Palladobismutoarsenid die System- und Mineralnummer 02.04.15.01. Das entspricht der Klasse der „Sulfide und Sulfosalze“ und dort der Abteilung „Sulfidminerale“. Hier findet er sich innerhalb der Unterabteilung „Sulfide – einschließlich Seleniden und Telluriden – mit der Zusammensetzung AmBnXp, mit (m+n):p=2:1“ als einziges Mitglied in einer unbenannten Gruppe mit der Systemnummer 02.04.15.

## Bildung und Fundorte
Palladobismutoarsenid bildet sich in Schwermetallkonzentraten. Es ist vergesellschaftet mit Palladoarsenid und Calcit.
Von dem sehr selten vorkommenden Mineral sind nur wenige Fundorte bekannt. Neben seiner Typlokalität ist bislang nur eine weitere Fundstelle auf der Kola-Halbinsel in Russland bekannt. 

## Kristallstruktur
Palladobismutoarsenid kristallisiert im orthorhombischen Kristallsystem in der Raumgruppe Pmcn (Raumgruppen-Nr. 62, Stellung 5) oder P21cn (Nr. 33, Stellung 4) mit den Gitterparametern a = 7,504 Å, b = 18,884 Å und c = 6,841 Å sowie 20 Formeleinheiten pro Elementarzelle.